# Musei della Basilicata
Questa lista è suscettibile di variazioni e potrebbe essere incompleta o non aggiornata.

Elenco in ordine alfabetico per province dei musei della regione Basilicata.

## Provincia di Potenza

### Potenza
- Museo archeologico nazionale della Basilicata "Dinu Adameșteanu"
- Galleria civica
- Museo archeologico provinciale
- Pinacoteca provinciale
- Area espositiva del Covo degli Arditi

### Melfi
- Museo archeologico nazionale del Melfese, Melfi
- Museo diocesano di Melfi, Melfi

### Altri
- Museo archeologico nazionale di Muro Lucano, Muro Lucano
- Museo diocesano di Acerenza, Acerenza
- Museo di Storia Naturale del Vulture, Atella
- Museo nazionale dell'Alta Val d'Agri, Grumento Nova
- Museo archeologico nazionale di Venosa, Venosa
- MIG. Museo Internazionale della Grafica, Castronuovo Sant'Andrea
- Museo Internazionale del Presepio "Vanni Scheiwiller", Castronuovo Sant'Andrea
- Museo della Vita e delle Opere di Sant'Andrea Avellino, Castronuovo Sant'Andrea
- MAM Museo del Paesaggio di Moliterno (PZ)
- MAM Museo di Arte Contemporanea di Moliterno (PZ)
- MAM Museo Michele Tedesco e dell'Ottocento Lucano di Moliterno (PZ)
- MAM Biblioteca Lucana Angela Aiello di Moliterno (PZ)
- MAM Museo della Ceramica di Moliterno (PZ)
- MAM Museo del  Novecento Lucano di Moliterno (PZ)
- MAM Museo di Arte Moderna di Moliterno (PZ)
- Museo Civico d'Arte Sacra di Moliterno (PZ)
- Museo delle Antiche Genti di Lucania di Vaglio Basilicata (PZ)

## Provincia di Matera

### Matera
- Museo Nazionale di Matera
- Museo nazionale d'arte medievale e moderna
- Museo archeologico nazionale "Domenico Ridola"
- MUSMA Museo della scultura contemporanea
- Pinacoteca D'Errico
- Museo-laboratorio della civiltà contadina
- MIB

Museo Immersivo della Bruna 
- Museo Pino Settanni

Museo per la Fotografia 
- Parco storia dell'uomo

Articolato in 4 parchi tematici 
- Museo d'arte d'oggi

Ospita opere dell’artista Nunzio Perrucci 
- MUDIC

Museo Diffuso Contemporaneo 
- Racconti in pietra
- MOOM

Matera Olive Oil Museum 
- CASA NOHA

Memoria di una storia millenaria 
- LA CASA DI ORTEGA

Ospita le opere dell’artista Jose Ortega 
- MUSEO DEL COMUNISMO

Storia del Comunismo e della Resistenza 
- MATA

Museo Diocesano di Matera 
- MUV MATERA

Museo Virtuale della Memoria Collettiva 
- TAM

Tower Art Museum 
- MUDESCA

Museo dello Scavo di Matera 

### Altri
- Museo archeologico nazionale, Metaponto
- Museo archeologico nazionale della Siritide, Policoro
- Museo dei culti arborei, Accettura
- Museo della civiltà contadina, Colobraro
- Museo "Paul Russotto", Aliano